# Dante's View
Pour les articles homonymes, voir Dante (homonymie).

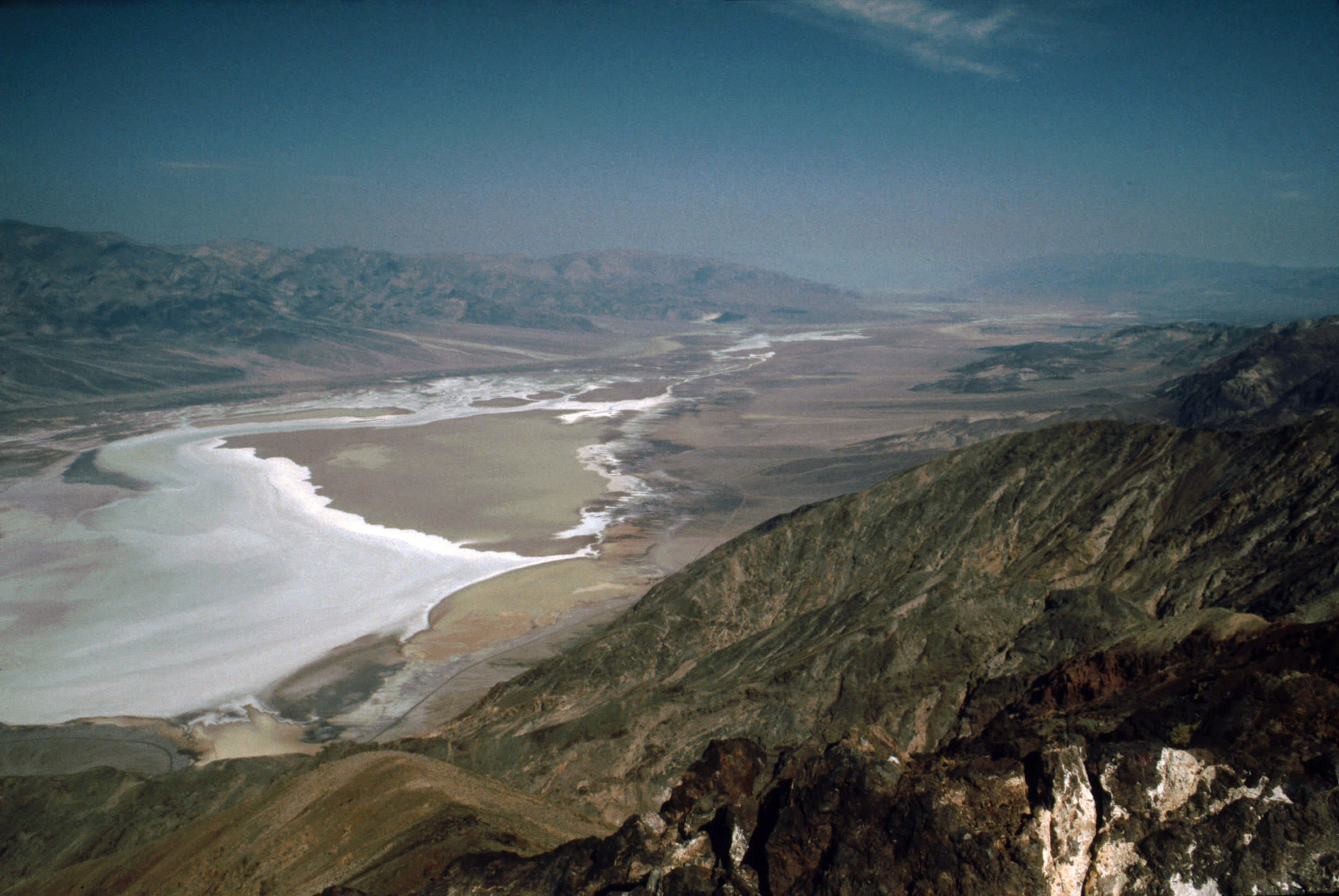
Dante's View, Devil Golf Course.

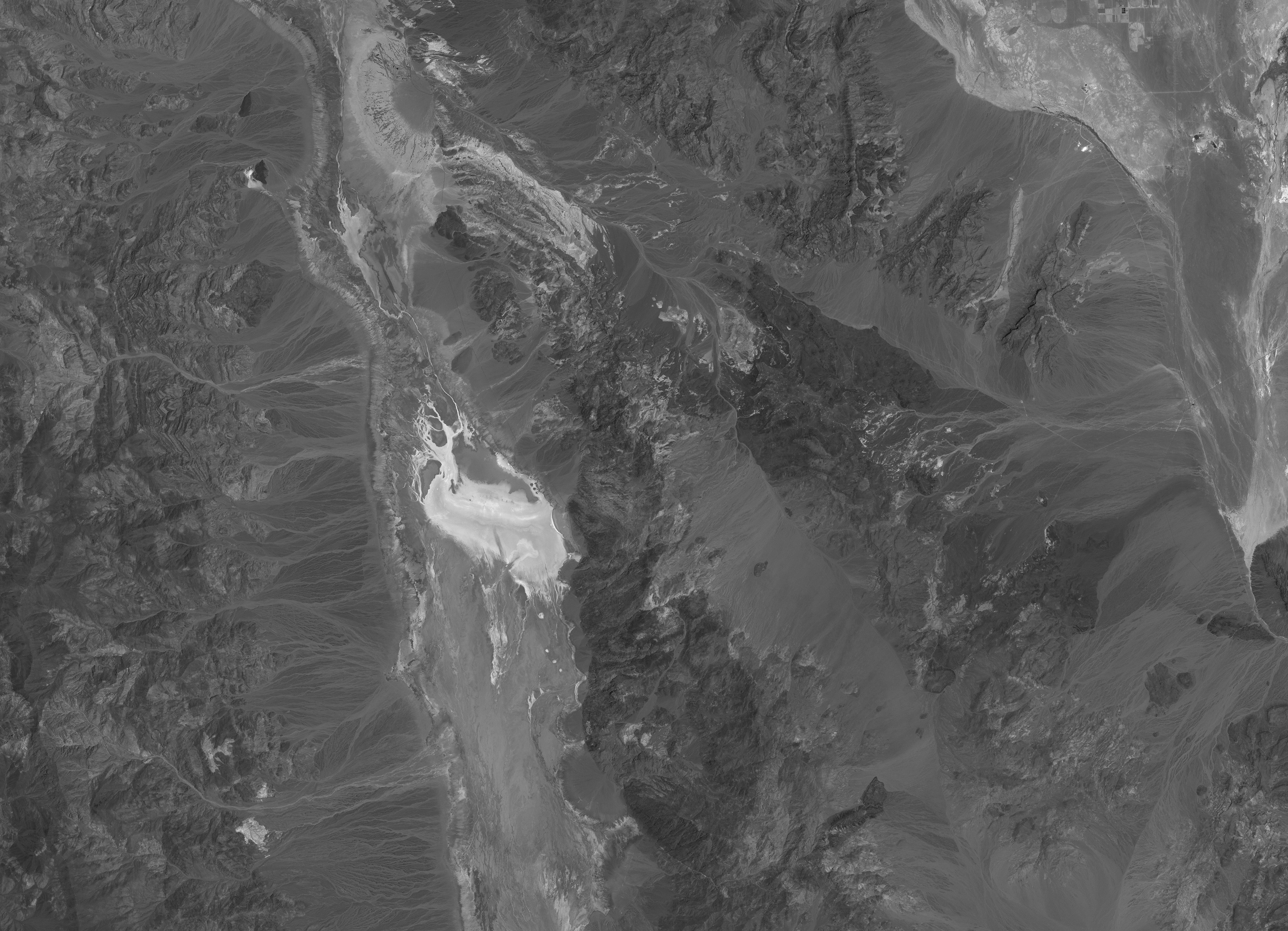
Dante's View et Badwater depuis un satellite Landsat.

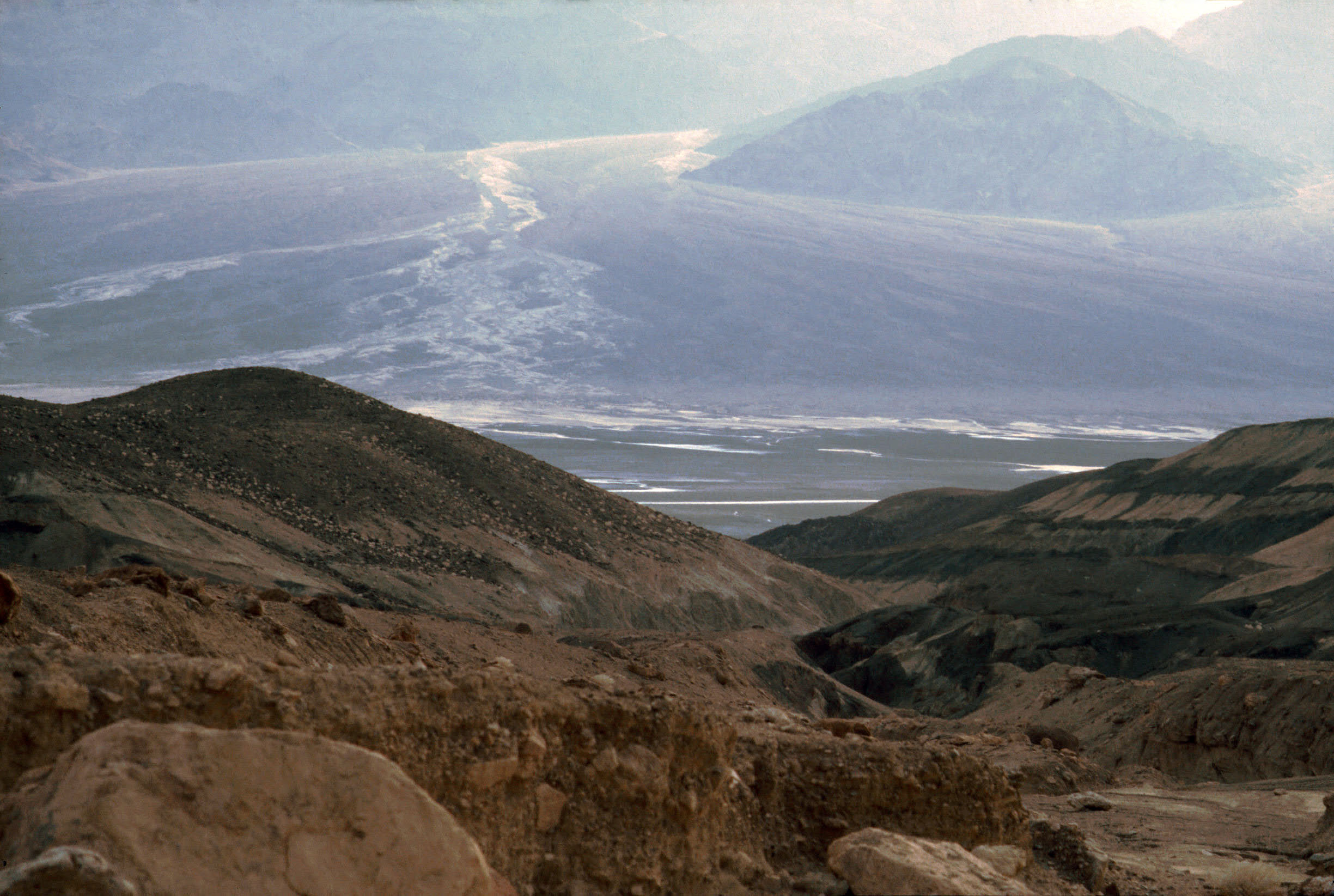
Dante's View, des rivières de sels descendent du chaînon Panamint.

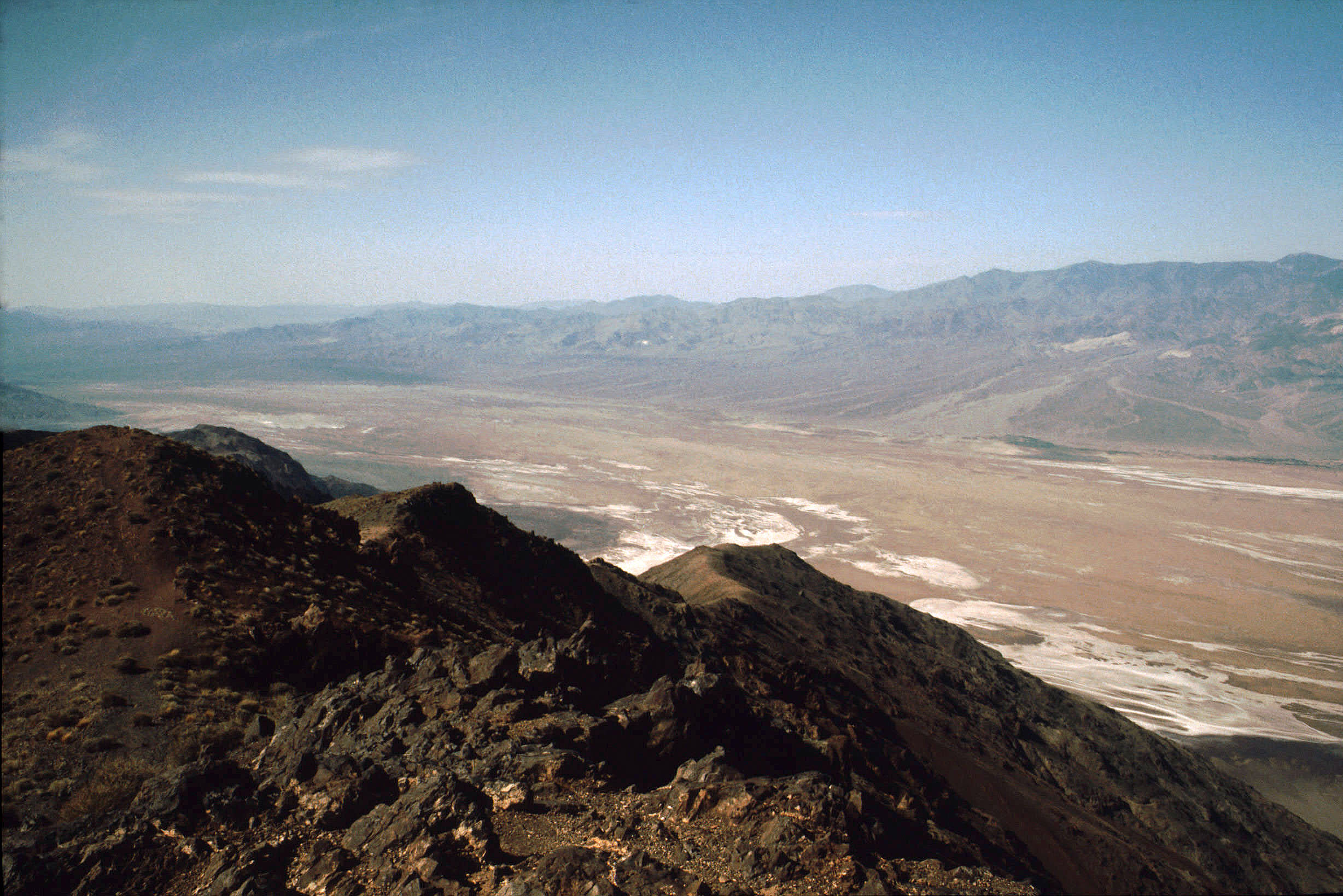
Dante's View vers le sud.

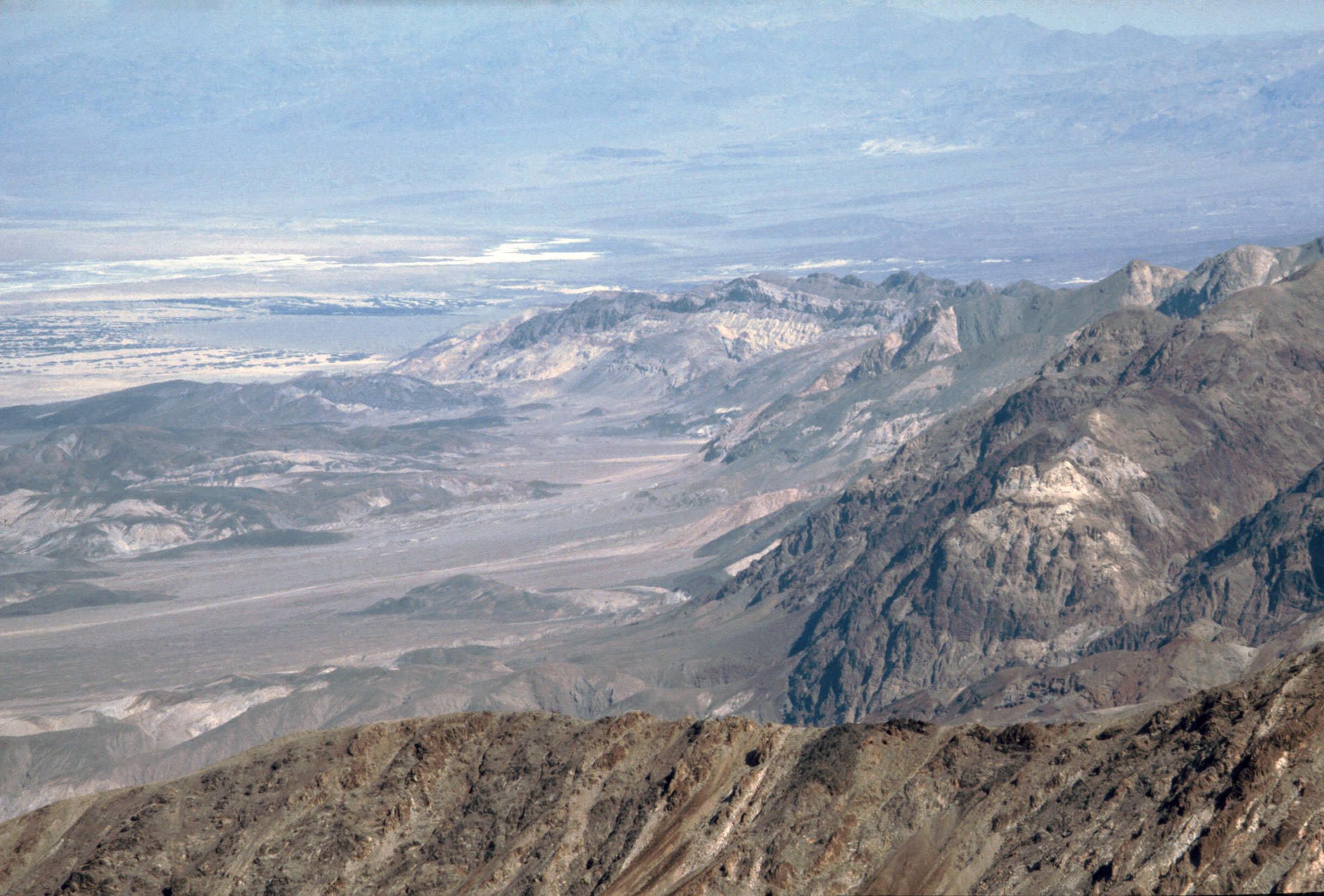
Dante's View vers le nord.

Dante's View est un point de vue panoramique qui surplombe la vallée de la Mort à une altitude de 1 669 m. Il se situe au nord du massif Coffin Peak dans la chaîne de montagne des Black Mountains en Californie et à environ 25 km au sud de Furnace Creek dans le parc national de la vallée de la Mort.

## Panorama
À partir du parking les visiteurs peuvent rejoindre plusieurs points de vue. L'un d'eux surplombe directement la vallée et offre une vision vertigineuse sur celle-ci. Il existe aussi une aire de pique nique. Le meilleur moment pour profiter du panorama est le matin, aux heures les plus fraiches, quand le soleil se situe encore à l'Est. Dante's View est aussi un excellent point de vue de nuit, pour observer les étoiles.

## Général
Dante's View offre une vue panoramique sur le bassin sud de la vallée de la Mort. La montagne Owlshead peuvent être observées à 30 km vers le sud ainsi que les Funeral Mountains, à 50 km au nord, au-delà de Furnace Creek. Vers l'ouest, par delà Badwater se dresse le chaînon Panamint et son point culminant le pic Telescope. À l'est se trouve le chaînon Greenwater.
Quand le temps est très clair, le point culminant et le point le plus bas des États-Unis (hors Alaska) sont visibles : le mont Whitney à 4 421 m d'altitude et Badwater à 86 mètres en dessous du niveau de la mer.
- Une partie de Devil's Golf Course est visible en direction de ouest-nord-ouest, où il ressemble à un océan, même s'il est recouvert de sel solide. La croute fait de 90 à 180 centimètres d'épaisseur et change de forme après les pluies d'hiver qui dissolvent le sel, celui-ci se cristallisant dès que l'eau s'évapore.

- Le bassin de Badwater se situe directement sous le point de vue, en direction ouest-nord-ouest.

- À l'ouest de Badwater, se situe le chaînon Panamint où sont visibles Trail Canyon, Death Valley Canyon and Hanaupah Canyon. Le point culminant des Panamints est le pic Telescope à 3 367 m d'altitude et à 20 km de là.

- Les Owlshead Mountains sont au sud.

- La partie montagneuse du Grand Bassin des États-Unis dans le Nevada est à l'est.

## Étymologie
Dante's View est nommé d'après Dante Alighieri, auteur de la Divine Comédie, dans lequel il décrit les neuf cercles de l'Enfer, les sept terrasses du Purgatoire et les neuf sphères du Paradis.
En avril 1926, la Pacific Coast Borax Company, informée de l'attrait touristique de la vallée de la Mort, recherche le meilleur point de vue sur celle-ci. Leur premier choix se porte sur Chloride Cliff dans les Funeral Mountains. Le shérif de Greenwater, Charlie Brown, les emmène alors à ce point de vue, situé non loin dans les Black Mountains. Le groupe, enthousiaste, choisit immédiatement de le nommer Dante's View.

## Géologie
Dante's View fait partie de la chaîne des Black Mountains, elle-même une partie du chaînon Amargosa, qui fut un volcan du Mésozoïque.

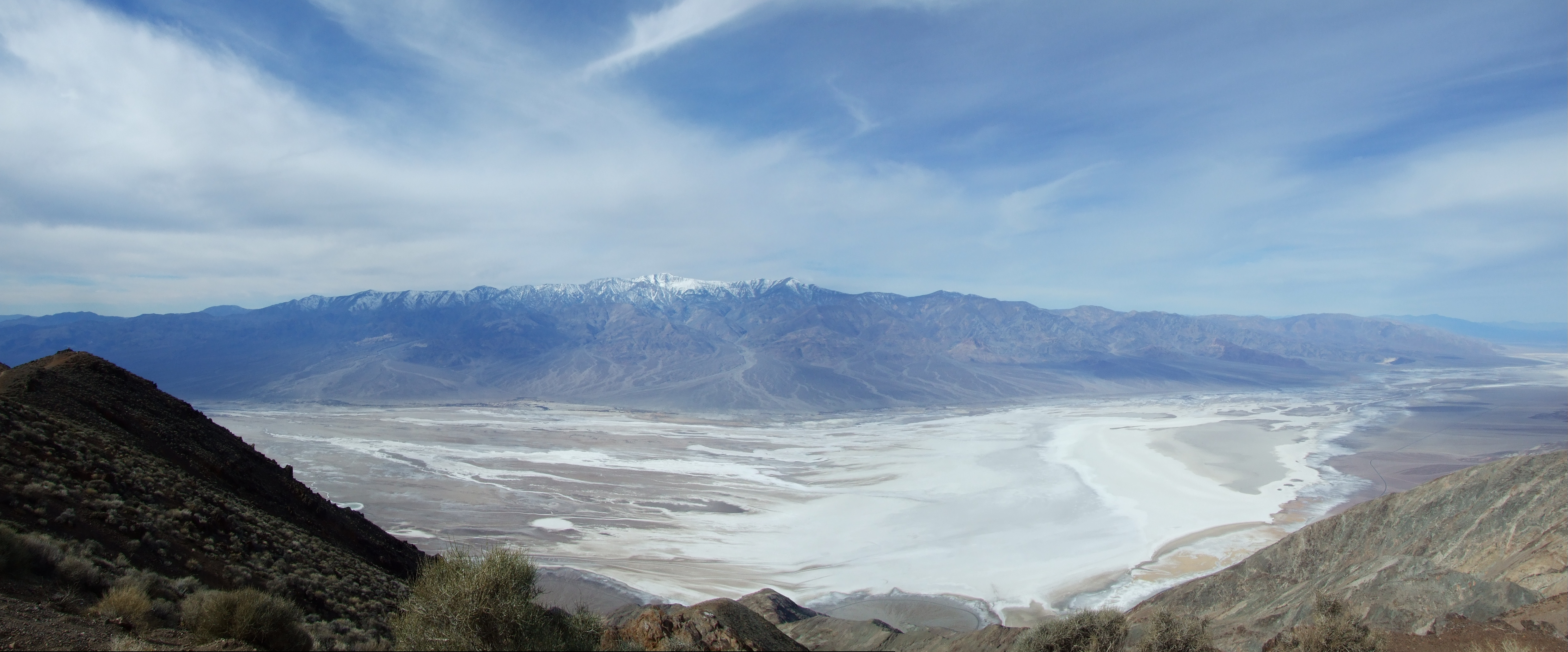
Panorama.